# Ван Дейк, Адри
Адриан Герард Эглите (нидерл. Adriaan Gerard Eglite; родился 27 декабря 1944 года), также известный как Адри ван Дейк (нидерл. Adri van Dijk) — нидерландский футболист, игравший на позициях полусреднего и крайнего нападающего.
Начинал карьеру в амстердамском «Аяксе». С 1965 года выступал в составе «Де Волевейккерса», а в 1967 году эмигрировал в Англию. С 1973 года играл за команды низших лиг Англии, включая клубы «Илфорд», «Уилдстон», «Кингстониан» и «Хартфорд Таун».

## Клубная карьера

### «Аякс»
Адри ван Дейк воспитанник футбольного клуба «Аякс». Попав в академию клуба в возрасте 10 лет, он прошёл через юношеские и молодёжные команды, а возрасте 18 лет дебютировал за основную команду.
27 июля 1963 года дебютировал за клуб в матче группового этапа Кубка Интертото против австрийского «Швехата». Встреча завершилась гостевым поражением амстердамцев со счётом 5:2.
9 февраля 1964 года в матче третьего раунда Кубка Нидерландов против роттердамской «Спарты» появился в стартовом составе под 10 номером, заменив в нападении Пита Кейзера. Встреча проходила на стадионе «Хет Кастел» и завершилась победой его команды со счётом 0:1. В сезоне 1963/64 стал чемпионом Нидерландов в составе молодёжной команды, в которую также входили Йохан Кройф, Тонни Фенс и капитан команды Ронни Бомгард.
Перед началом сезона 1964/65 был заявлен за основной состав. 13 сентября 1964 года дебютировал в чемпионате Нидерландов в гостевом матче с МВВ (2:2), сыграв на позиции правого полусреднего нападающего. На протяжении сезона играл в основном за вторую команду «Аякса». 28 февраля 1965 года забил два гола в благотворительном матче с «Де Волевейккерсом», выручка от которого пошла родственникам умершего футболиста и тренера Дана де Йонга.
В мае 1965 года попал в число тринадцати игроков «Аякса», которые были выставлены клубом на трансфер.

### «Де Волевейккерс»
Летом 1965 года перешёл в другой амстердамский клуб — «Де Волевейккерс». Во время летнего трансферного окна клуб подписал ещё двоих игроков «Аякса» — Кеса Рёйтера и Тонни Фенса. 22 августа дебютировал в первом дивизионе в выездном матче против НЕК, завершившемся победой хозяев со счётом 2:0.
31 октября 1965 года забил дебютный гол за «Де Волевейккерс» в чемпионате, отличившись с дальней дистанции на 38-й минуте гостевого матча с клубом «Ситтардия» (2:1). 16 января 1966 года забил гол в матче группового этапа Кубка Нидерландов против ЗФК. 20 марта оформил дубль, забив два гола в домашнем матче с «Велокс». 19 мая сделал свой первый хет-трик в матче чемпионата против ДХК.
Всего в дебютном сезоне забил 7 голов в 20 матчах чемпионата, заняв второе место в списке бомбардиров клуба после Йохана Энгелсма. «Де Волевейккерс» занял в чемпионате лишь 12-е место, а в розыгрыше кубка страны команда завершила выступление на стадии группового этапа.
Летом 1966 года по собственной просьбе был выставлен на трансфер, но остался в команде. 5 августа отметился голом в товарищеском матче с «Блау-Витом», который состоялся на Олимпийском стадионе. В первом туре чемпионата забил гол в ворота «Розендала», отличившись ударом головой во втором тайме. 25 сентября забил гол в выездном матче с «Хераклесом», принеся своей команде ничью (1:1). В следующем туре вновь спас свою команду от поражения, сравняв счёт в домашнем матче с «Де Графсхап» (2:2). В ноябре 1966 года вновь был помещён в список на трансфер. Всего за сезон забил 10 голов в 37 матчах чемпионата. «Де Волевейккерс» занял 17-е место в чемпионате и избежал зоны вылета во второй дивизион.
Летом 1967 года покинул «Де Волевейккерс» и эмигрировал в Англию.

### Карьера в Англии
После переезда в Англию у него возникла проблема с возможностью выступления за местные команды, поскольку был иностранцем, и был вынужден ждать несколько лет, прежде чем смог начать играть. Его идея воссоединиться с бывшим тренером Виком Бакингемом в «Фулхэме» также не увенчалась успехом, поскольку его бывший клуб «Де Волевейккерс» начал требовать плату за переход.
Я был очень разочарован, когда «Аякс» сказал, что отпустит меня. Затем, когда я приехал в Англию, у меня возникла проблема с игрой. Если бы не они («Де Волевейккерс»), я уверен, что перешёл бы в «Фулхэм» и, возможно, до сих пор играл бы тамАдриан Эглите, Acton Gazette
В 1973 году начал играть под именем Адриан Эглите за клуб «Илфорд» из Истмийской лиги.
28 октября 1974 года подписал контракт с клубом «Уилдстон». На следующий день дебютировал в Южной футбольной лиги в матче против «Бат Сити». 2 ноября забил дебютный гол, отличившись в матче Мид-Суррей Флудлайт лиги против «Бейзингсток Тауна», а уже 7 ноября забил свой первый мяч в Южной лиги в ворота «Ромфорда». 23 ноября оформил хет-трик за восемь минут в домашнем матче с «Тонбридж». Во время выступления в клубе Эглите получил от местного репортёра прозвище Коко, в честь циркового клоуна. В дебютном сезоне забил во всех турнирах 12 мячей, а его команда заняла 8-е место в чемпионате.
7 августа 1975 года забил свой первый гол в сезоне 1975/76 в матче Южной лиги против «Стаурбриджа» (1:1). 13 сентября дебютировал в квалификационном раунде Кубка Англии против «Уокинга», выйдя на замену. 11 октября отметился забитым мячом в победном матче Трофея ФА против «Чешанта» (1:2). Всего за сезон забил 7 мячей за «Уилдстон», его команда завершила сезон на 19-м месте в Южной лиги, избежав вылета, а в розыгрыше кубка страны преодолела квалификационный раунд, но уже на стадии первого раунда уступила «Олдершоту».
Летом 1976 года стал игроком клуба «Кингстониан» из Истмийской лиги. 9 октября сыграл в матче квалификационного раунда Кубка Англии против бывшего клуба «Уилдстон». В декабре 1976 года было объявлено, что он переходит в «Хартфорд Таун». С 1979 года играл за команду ветеранов клуба «Олд Актониан» в Южной любительской лиге.

## Карьера в сборной
В апреле 1963 года попал в заявку молодёжной сборной Нидерландов на юниорский турнир УЕФА в Англии. 13 апреля дебютировал за сборную в матче против хозяев турнира, сборной Англии. Встреча состоялась на стадионе «Уимблдон» и завершилась поражением нидерландцев со счётом 5:0. В оставшихся двух матчах ван Дейк участия не принимал, его команда не смогла выйти из группы, заняв только третье место.
Это был величайший момент в моей карьере. Мы проиграли Англии со счётом 5:0, но у них была хорошая команда, включая таких игроков как Рон Харрис и Джонни Сиссонс, и они выиграли трофейАдриан Эглите, Acton Gazette
4 июня 1963 года сыграл в Роттердаме за молодёжную сборную против сверстников из Израиля, а же 12 июня в Амстердаме его команды сыграла с молодёжным составом лондонского «Челси», одержав победу со счётом 2:1. В 1965 году вызывался в военную сборную Нидерландов.

## Личная жизнь
Отец — Арвидс Эглите (Эглитис), был родом из Ропажской волости, мать — Валдхейма Элла Аустрладе, родилась в Риге. Родители поженились в 1941 году в Риге, а в следующем году у них родилась дочь Зигрида. В ноябре 1945 года Валдхейма с детьми переехала в Нидерланды и поселилась в центре Амстердама на Старлстарт 26, где познакомилась с местным жителем Адрианом Виллемом ван Дейком.
Его отчим был членом «Аякса» с 1940 года, играл за резервные команды, а с 1963 года входил в высший футбольный комитет клуба и занимал эту должность до 1977 года; с 1968 по 1981 год входил в Совет членов клуба. Брат его отчима, Ге ван Дейк, играл за основной состав «Аякса» и сборную Нидерландов.
Во время выступлений в Нидерландах ван Дейк использовал фамилию отчима, однако официально его мать вступила в брак во второй раз только 1974 году, незадолго до этого она дважды подавала объявление в местных газетах для первого мужа с требованием явиться на бракоразводный процесс.
Женился в возрасте двадцати одного года — его супругой стала 22-летняя англичанка Памела Энн Кайсер, уроженка Хаммерсмита. Их брак был зарегистрирован 19 июня 1965 года в английском Токингтоне. Через несколько лет они переехали из Нидерландов в Англию, где в 1968 году родился сын Гари.
Работал мясником в одной из компаний по разделке свинины. В 1970-х годах работал на заводе Heinz в Уэмбли, а также работал на организацию Euro-Sportring, которая занималась спортивными поездками между клубами Европы. В 1975 году получил сертификат натурализации, на тот момент он жил на Беркхамстед-авеню в районе Уэмбли, рядом с одноимённым стадионом.

## Статистика по сезонам
| Клуб             | Сезон            | Лига | Лига | Кубок | Кубок | Европейские кубки | Европейские кубки | Итого | Итого |
| Клуб             | Сезон            | Игры | Голы | Игры  | Голы  | Игры              | Голы              | Игры  | Голы  |
| ---------------- | ---------------- | ---- | ---- | ----- | ----- | ----------------- | ----------------- | ----- | ----- |
| Аякс             | 1962/63          | 0    | 0    | 0     | 0     | 1                 | 0                 | 1     | 0     |
| Аякс             | 1963/64          | 0    | 0    | 1     | 0     | —                 | —                 | 1     | 0     |
| Аякс             | 1964/65          | 1    | 0    | 0     | 0     | —                 | —                 | 1     | 0     |
| Аякс             | Итого            | 1    | 0    | 1     | 0     | 1                 | 0                 | 3     | 0     |
| Де Волевейккерс  | 1965/66          | 20   | 7    | 2     | 1     | —                 | —                 | 22    | 8     |
| Де Волевейккерс  | 1966/67          | 37   | 10   | 0     | 0     | —                 | —                 | 37    | 10    |
| Де Волевейккерс  | Итого            | 57   | 17   | 2     | 1     | —                 | —                 | 59    | 18    |
| Всего за карьеру | Всего за карьеру | 58   | 17   | 3     | 1     | 1                 | 0                 | 62    | 18    |